# Scytodes constellata
Scytodes constellata är en spindelart som beskrevs av Lawrence 1938. Scytodes constellata ingår i släktet Scytodes och familjen spottspindlar. Inga underarter finns listade i Catalogue of Life.